# Demetrius Perricos

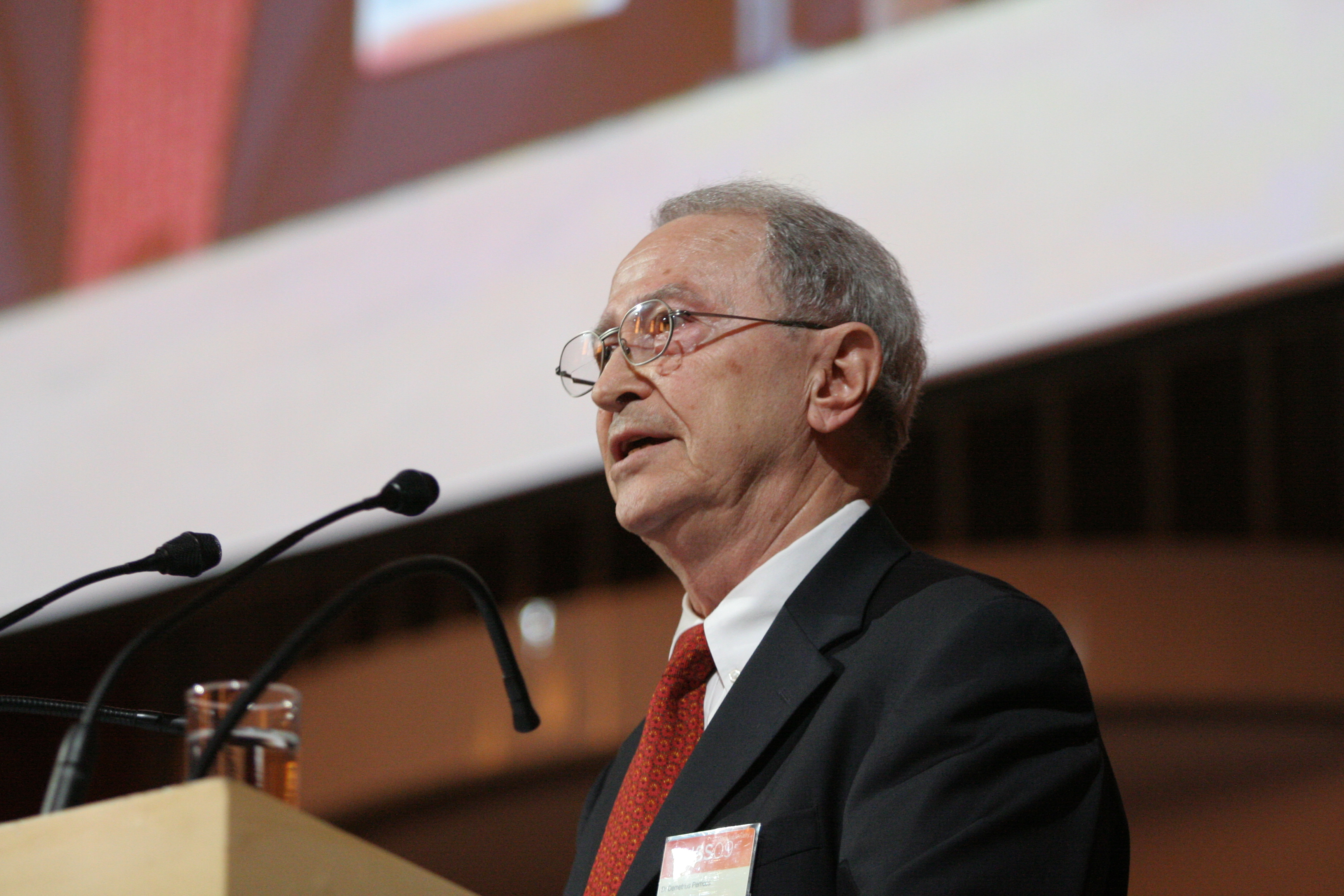
Demetrius Perricos

Demetrius Perricos (ur. w grudniu 1935 w Pireusie) – inspektor zbrojeniowy, od 2 lipca 2003 szef agencji oenzetowskiej UNMOVIC, gdzie pracuje od 2000 r.
Z wykształcenia chemik, uzyskał doktorat z chemii na Uniwersytecie Ateńskim (1964).
W latach 1972–2000 pracownik MAEA.